# Les Eyzies-de-Tayac-Sireuil
Les Eyzies-de-Tayac-Sireuil (in occitano Las Aisiás de Taiac e Siruèlh) è un comune francese di 861 abitanti situato nel dipartimento della Dordogna nella regione della Nuova Aquitania.

## Storia
Nelle immediate vicinanze sono presenti numerose testimonianze di civiltà preistoriche, come nei siti di Font de Gaume, Grotte des Combarelles e nel sottoroccia di Cro-Magnon, in cui sono stati individuati i resti fossili di una variante preistorica di Homo sapiens, che dal luogo prende il nome di Uomo di Cro-Magnon.
È sede del Museo nazionale della Preistoria.

## Società

### Evoluzione demografica
Abitanti censiti